# فرانسین برمن
فرانسین برمن (زاده ۷ فوریه ۱۹۵۱) دانشمند کامپیوتر آمریکایی و پیشرو در حفظ داده‌های دیجیتال و زیرساخت‌های سایبری است. او در سال ۲۰۰۹ اولین دریافت‌کننده جایزه کن کندی بود. او در سال ۱۹۹۹ آزمایشگاه محاسبات گرید را تأسیس کرد. این آزمایشگاه به دلیل پروژه نوآورانه AppLeS شناخته شد. در این پروژه توسعه برنامه‌های کاربردی تطبیقی را بررسی می‌کردند.